# Le Tigre (des platanes)
Ne doit pas être confondu avec Tigre du platane ou Le Tigre (groupe).
Le Tigre (des platanes) est un groupe de jazz et de fusion français, originaire de Toulouse, en Haute-Garonne.

## Biographie
Le groupe instrumental est formé en 2002 à Toulouse, Haute-Garonne, dans la suite de l'ensemble La Friture Moderne (formé en 1997). Son nom fait référence au Tigre du platane, un insecte ravageur nord-américain qui fut importé accidentellement en Europe où il détruit les platanes.
Le groupe mêle différents styles musicaux allant du jazz au rock. Grâce à Francis Falceto, directeur de collection chez Buda Musique, Le Tigre des platanes collabore ensuite avec la chanteuse d'éthio-jazz Eténèsh Wassié, rencontré à Addis-Abeba lors d'un festival en 2006, pour leur second album Zèraf ! publié en 2008 – suivi d'une importante tournée (accompagné du danseur Melaku Belay) – et remarqué par la critique,,. Cette tournée de vingt concerts donnés de décembre 2008 à janvier 2009, est le support d'un double DVD intitulé Yézémèd Yébaèd retraçant cette collaboration.
En 2017, Mathieu Sourisseau quitte l'orchestre, et est alors remplacé par Mathias Imbert à la contrebasse. En 2018, Le Tigre (des platanes) inaugure un nouveau répertoire de compositions (en grande majorité écrites par Marc Démereau) qui se dénomme « Terminus Radioso », en référence au roman Terminus radieux d'Antoine Volodine. Piero Pépin, membre fondateur du groupe, décède en 2020. De son côté, Mathias Imbert, sort en solo le 18 septembre 2020 son nouvel album Mémoires d’un enfant de 300 000 ans.

## Membres

### Membres actuels
- Marc Démereau — saxophones, claviers, voix
- Fabien Duscombs — batterie
- Nathanaël Renoux — trompette
- Mathias Imbert — contrebasse

### Anciens membres
- Mathieu Sourisseau — basse acoustique
- Piero Pépin — trompette, bugle, claviers, voix (membre fondateur, mort en 2020[4])

## Discographie
- 2007 : Avec les dents (Mr Morezon)
- 2008 : Zèraf ! avec Eténèsh Wassié (Buda Musique)
- 2009 : Yézémèd Yébaèd (double DVD réalisé par Leila Morouche retraçant la collaboration entre le groupe et Eténèsh Wassié ainsi que l'enregistrement d'un concert donné au Musée du Quai Branly en mars 2009) (DVD) (La Huit / Buda Musique)
- 2013 : Disappearing (EP) (Mr Morezon)